# EWSD
EWSD (Elektronisches Wählsystem Digital trong tiếng Đức, Electronic Digital Switching System trong tiếng Anh, Tổng đài điện tử số EWSD trong tiếng Việt) là một trong những hệ thống tổng đài điện thoại được lắp đặt rộng rãi trên thế giới. EWSD có thể làm việc như một tổng đài nội hạt hay tổng đài tandem hoặc kết hợp nội hạt/tandem, và cho điện thoại cố định hay di động. Nó được sản xuất bởi hãng Siemens AG, hãng này tuyên bố tổng đài EWSD đã thực hiện kết nối chuyển mạch cho hơn 160 triệu đường dây thuê bao trên hơn 100 quốc gia.
DeTeWe mua tổng đài EWSD đầu tiên của mình theo giấy phép vào năm 1985 để thực hiện việc chuyển mạch xa. Bosch chế tạo tổng đài EWSD đầu tiên như một tổng đài nội hạt vào năm 1986. Hãng Deutsche Telekom, trước kia là Deutsche Bundespost, công ty điện thoại lớn nhất nước Đức, sử dụng tổng đài EWSD và System 12 (Alcatel), những tổng đài cũ hơn so với tổng đài mới.
Vào năm 2007, tập đoàn Nokia và Siemens AG đã thành lập một công ty mới có tên gọi là Nokia Siemens Networks, công ty này chịu trách nhiệm phát triển hơn nữa và vận chuyển hệ thống tổng đài EWSD.

## Phần cứng
Các hệ thống con chính gồm:
- CP (Central Processor)
- MB (Message Buffer)
- CCNC (Common Channel Network Control)
- LINE (Analog Line Group)
- LTG (Line Trunk Group)
- DLU (Digital Line Unit)
- SN (Switching Network)

Tất cả các đơn vị trong hệ thống đều có phần đơn vị dự phòng, và đơn vị dự phòng này có thể hoạt động ngay lập tức trong trường hợp đơn vị chính bị hỏng.
DLU xử lý đường dây tương tự, đường dây ISDN và bao gồm các codec cho đường dây tương tự, một trong những chức năng BORSCHT cho đường dây thuê ba. Tín hiệu số được đưa vào một khe thời gian. DLU tập trung lưu lượng vào một đơn vị Kênh B (Line B Unit), cũng như các kết nối Primary ISDN và V5.2. Báo hiệu giám sát và báo hiệu địa chỉ (xung quay số, DTMF) cũng được tích hợp trong DLU. Đối với các kết nối PCM-30 (E-1) đến các tổng đài khác, đơn vị Kênh C (Line C Unit) sẽ được sử dụng, đơn vị này cũng xử lý báo hiệu bao gồm SS7, MFC Báo hiệu R2, IKZ (xung quay số), và E&M.
SN (Switching Network) bao gồm 4 tầng phân chia không gian của 16x16 switch, và bộ phận phân chia thời gian với 16 tầng của 4x4 switch. Kiểm soát được thực hiện bởi Bộ đồng xử lý CP.
Có những loại bộ đồng xử lý sau đây:
- CP103 với tối đa 22.000 cuộc gọi thử gọi vào giờ cao điểm
- CP112 với tối đa 60.000 cuộc gọi thử gọi vào giờ cao điểm
- CP113D với tối đa 1 triệu cuộc gọi thử gọi vào giờ cao điểm
- CP113C với tối đa 6 triệu cuộc gọi thử gọi vào giờ cao điểm
- CP113E với tối đa 10 triệu cuộc gọi thử gọi vào giờ cao điểm

## Phần mềm
Phần mềm của EWSD được gọi là APS (Automatic Program System - Hệ thống chương trình tự động). APS được chứa trong một đĩa cứng và bao gồm hệ điều hành, được phát triển bởi hãng Siemens và Bosch. Nó phần lớn được viết bằng ngôn ngữ CHILL. Phần mềm ứng dụng là sự chuyển đổi đặc biệt và phục vụ trong số những phần khác như kiểm soát lưu lượng, tìm đường và tính cước. Phần mềm hỗ trợ phục vụ các chương trình dịch, các module kết nối cũng như quản lý thư viện cho dữ liệu phát sinh. Phần mềm điều hành và phần mềm truyền dữ liệu phục vụ cho trung tâm chuyển mạch và trung tâm duy trì.

## Dữ liệu kỹ thuật
- Số đường dây vào: lên đến 250.000
- Số đường dây ra: 240.000
- Chuyển tiếp lưu lượng: 25.200
- Cuộc gọi thử gọi vào giờ cao điểm: 10 triệu
- Nguồn hoạt động: -48V -60V -90V
- Rate zones: 127, cho từng khu vực của 6 tariffs
- Giá cước thay đổi-qua khoảng 15 phút
- Không gian yêu cầu với 10.000 đường dây vào: 35 m²